# Полевая лингвистика
Полевая лингвистика — лингвистическая дисциплина, разрабатывающая и практикующая методы получения информации об изучаемом языке на основании работы с его носителями.

## История
Полевая лингвистика как самостоятельная дисциплина начала формироваться в XIX веке. В российской науке пионерами этого направления стали П. К. Услар, занимавшийся языками Северного Кавказа, и В. Г. Богораз, изучавший языки Дальнего Востока России.